# Dorohobusch
Dorohobusch (ukrainisch Дорогобуж; russisch Дорогобуж Dorogobusch, polnisch Drohobuż) ist ein Dorf im Rajon Riwne (bis Juli 2020 – Rajon Hoschtscha) in der Oblast Riwne in der Ukraine mit 663 Einwohnern.

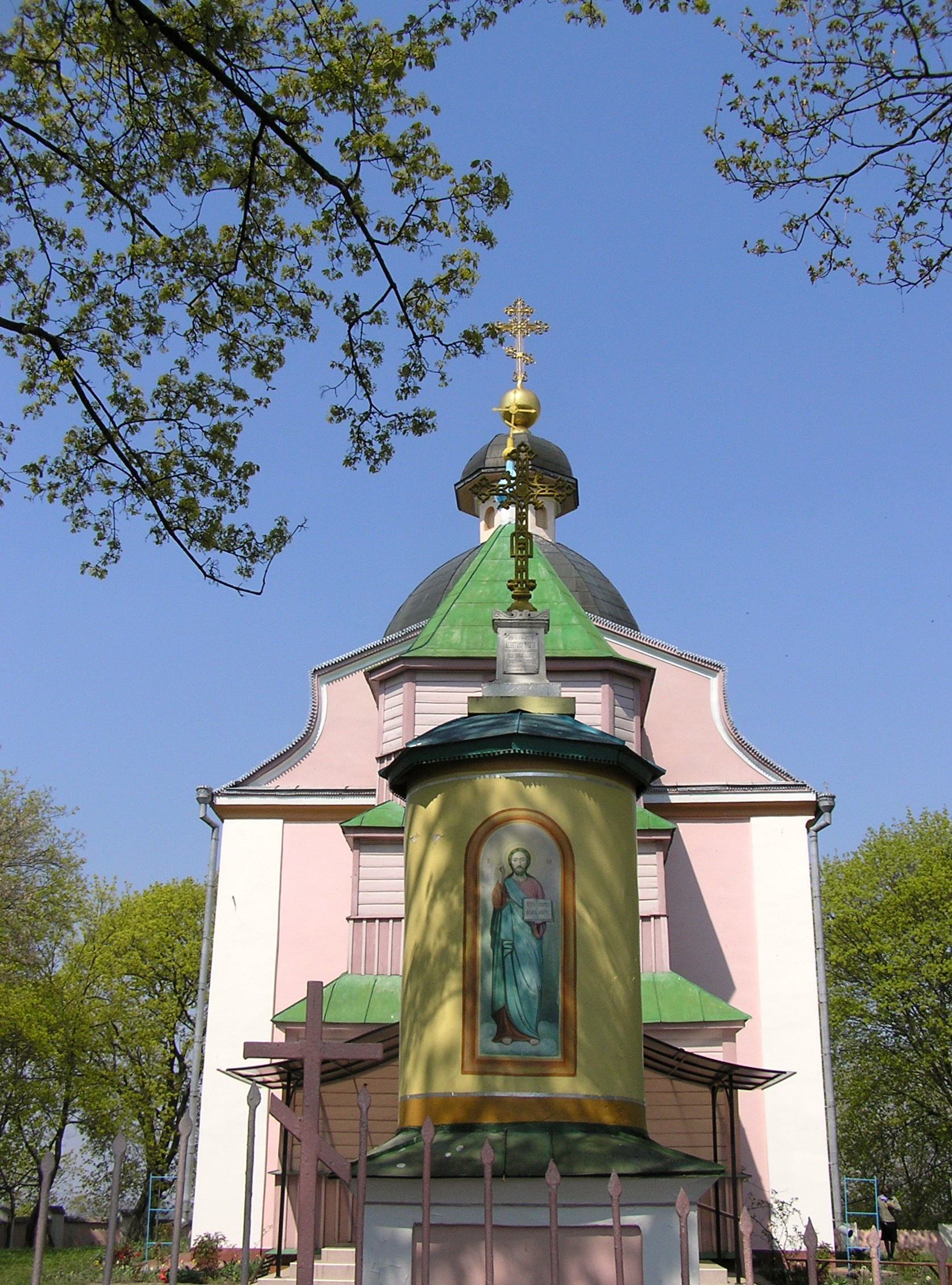
Mariä-Entschlafens-Kirche

## Geschichte
1084 wurde der Ort erstmals erwähnt, als die Burg an Dawid Igorewitsch gegeben wurde.

## Verwaltungsgliederung
Am 12. Juni 2020 wurde das Dorf ein Teil neu gegründeten Landgemeinde Babyn; bis dahin gehörte es zusammen mit den Dörfern Horbakiw (Горбаків), Illin (Іллін), Mnyschyn (Мнишин), Podoljany (Подоляни), Tomachiw (Томахів) und Schkariw (Шкарів) zur Landratsgemeinde Horbakiw (Горбаківська сільська рада/Horbakiwska silska rada) im Westen des im Rajons Hoschtscha.
Am 17. Juli 2020 wurde der Ort ein Teil des Rajons Riwne.

## Sehenswürdigkeiten
- ehemalige hölzerne Burg, 11.–13. Jahrhundert
- Mariä-Entschlafens-Kirche, 2. Hälfte 17. Jahrhundert

Aus Dorohobusch stammt die Hodegetria von Dorohobusch, 13. Jahrhundert, die älteste Ikone dieser Art in Wolhynien, heute im Museum in Lemberg.